# Узунлар
Узунла́р (крим. Uzunlar) — маловодна річка в Україні, у Керченському районі Автономної Республіки Крим (Керченський півострів).

## Опис
Довжина річки 13 км, площа басейну водозбору 61  км², найкоротша відстань між витоком і гирлом — 6,43  км, коефіцієнт звивистості річки — 1,87 . Формується декількома безіменними струмками та загатами.

## Розташування
Бере початок на південних схилах Парпацького гребіня та південно-східній околиця села Марфівка (до 1948 — Давут-Елі, крим. Davut Eli) . Тече переважно на південний схід через село Прудникове (до 1948 — Учевлі-Кенеґез, крим. Üçevli Kenegez)  і у північно-західній частині впадає у озеро Узунларське.

## Цікавий факт
- У книзі «З. В. Тимченко Реки и Озера Крыма» про цю річку, на якій у дитинсті проживав майбутній художник К. Ф. Богаевского сказано так: |                                                                                                                                                                        | \| У южного отрога Парпачского хребта, на котором и заканчивался вал, располагалась помещичья усадьба Уч-Кенегез, где прошли отроческие годы художника К.Ф. Богаевского .[5] \| . |
| У южного отрога Парпачского хребта, на котором и заканчивался вал, располагалась помещичья усадьба Уч-Кенегез, где прошли отроческие годы художника К.Ф. Богаевского . | |